# Les Clark
Les Clark, född 17 november 1907, död 12 september 1979, var en amerikansk animatör som arbetade för Walt Disney som en i gruppen Disney's Nine Old Men. Han var först i gruppen och började hos Disney 1927 och debuterade som animatör i kortfilmen Skelettdansen. Han specialiserade sig sedermera på att animera Musse Pigg.

## Filmografi
- Snövit (1937)
- Pinocchio (1940)
- Fantasia (1940)
- Dumbo (1941)
- Saludos Amigos (1942)
- Tre Caballeros (1944)
- Spela för mig (1946)
- Sången om Södern (1946)
- Pank och fågelfri (1947)
- Jag spelar för dig (1948)
- Det svarta fåret (1949)
- The Adventures of Ichabod and Mr Toad (1949)
- Askungen (1950)
- Alice i Underlandet (1951)
- Peter Pan (1953)
- Benjamin och jag (1953)
- Lady och Lufsen (1955)
- Paul Bunyan (1958)
- Törnrosa (1959)
- Kalle i mattemagikens land (1959)
- Pongo och de 101 dalmatinerna (1961)